# Riazanowka (obwód saratowski)
Riazanowka (ros. Рязановка) – wieś (sieło) w Rosji, w obwodzie saratowskim, w rejonie marksowskim. W 2010 liczyła 489 mieszkańców.